# Villa Guerrero, Acapulco de Juárez
Villa Guerrero är en ort i Mexiko.   Den ligger i kommunen Acapulco de Juárez och delstaten Guerrero, i den södra delen av landet, 290 km söder om huvudstaden Mexico City. Villa Guerrero ligger 69 meter över havet och antalet invånare är 243.
Terrängen runt Villa Guerrero är kuperad åt nordväst, men åt sydost är den platt. Runt Villa Guerrero är det tätbefolkat, med 397 invånare per kvadratkilometer. Närmaste större samhälle är Acapulco, 10,0 km sydväst om Villa Guerrero. Omgivningarna runt Villa Guerrero är en mosaik av jordbruksmark och naturlig växtlighet.